# Sciophila suthepensis
Sciophila suthepensis är en tvåvingeart som beskrevs av Soli 1995. Sciophila suthepensis ingår i släktet Sciophila och familjen svampmyggor.
Artens utbredningsområde är Thailand. Inga underarter finns listade i Catalogue of Life.